# آرثر ليسلي تومسون
آرثر ليسلي تومسون هو سياسي كندي، ولد في 19 يونيو 1884 في North Middlesex, Ontario ‏ في كندا، وتوفي في 1 فبراير 1949. نشط حزبياً في الحزب الليبرالي الكندي. وقد انتخب عضو مجلس العموم الكندي.